# Catachlorops praetereuns
Catachlorops praetereuns är en tvåvingeart som först beskrevs av Walker 1850.  Catachlorops praetereuns ingår i släktet Catachlorops och familjen bromsar. Inga underarter finns listade i Catalogue of Life.